# Ignaz Schuster (Politiker)

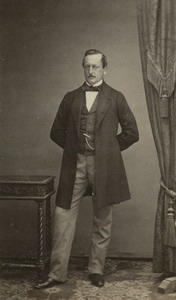
Ignaz Schuster, 1860

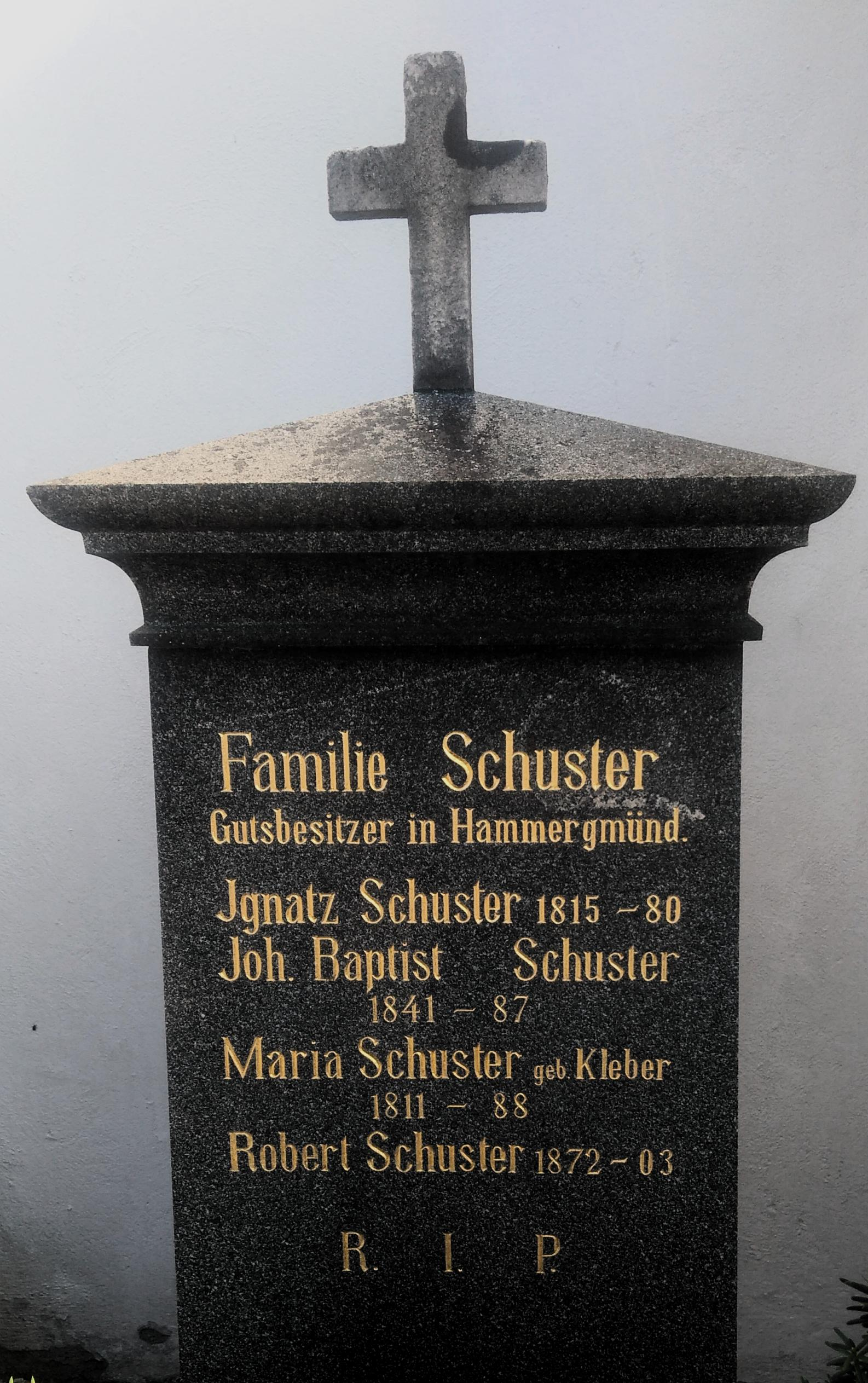
Grab der Familie Schuster

Ignaz Schuster (* 11. Juni 1816 in Steinwiesen; † 12. Mai 1880 auf Schloss Hammergmünd) war ein bayerischer Politiker und Gutsbesitzer.

## Leben
Schuster stammte aus Steinwiesen. Durch Heirat kam er 1839 in Besitz des Gutes Schloss Hammergmünd in der heutigen Gemeinde Grafenwöhr. 1848 wurde er zum Geschworenen am V. Landgerichtsbezirk Eschenbach erwählt. Zwischen 1859 und 1861 (10. Wahlperiode) vertrat er den Wahlbezirk Kemnath in der bayerischen Kammer der Abgeordneten.
Mit seiner Frau Marie, geb. Kleber, hatte er zwei Kinder, die Tochter Marie (1839–1866) und den Sohn Johann Baptist (1841–1887).